# Chalcis fromonae
Chalcis fromonae is een vliesvleugelig insect uit de familie bronswespen (Chalcididae). De wetenschappelijke naam is voor het eerst geldig gepubliceerd in 1912 door Cameron.